# Goggausee

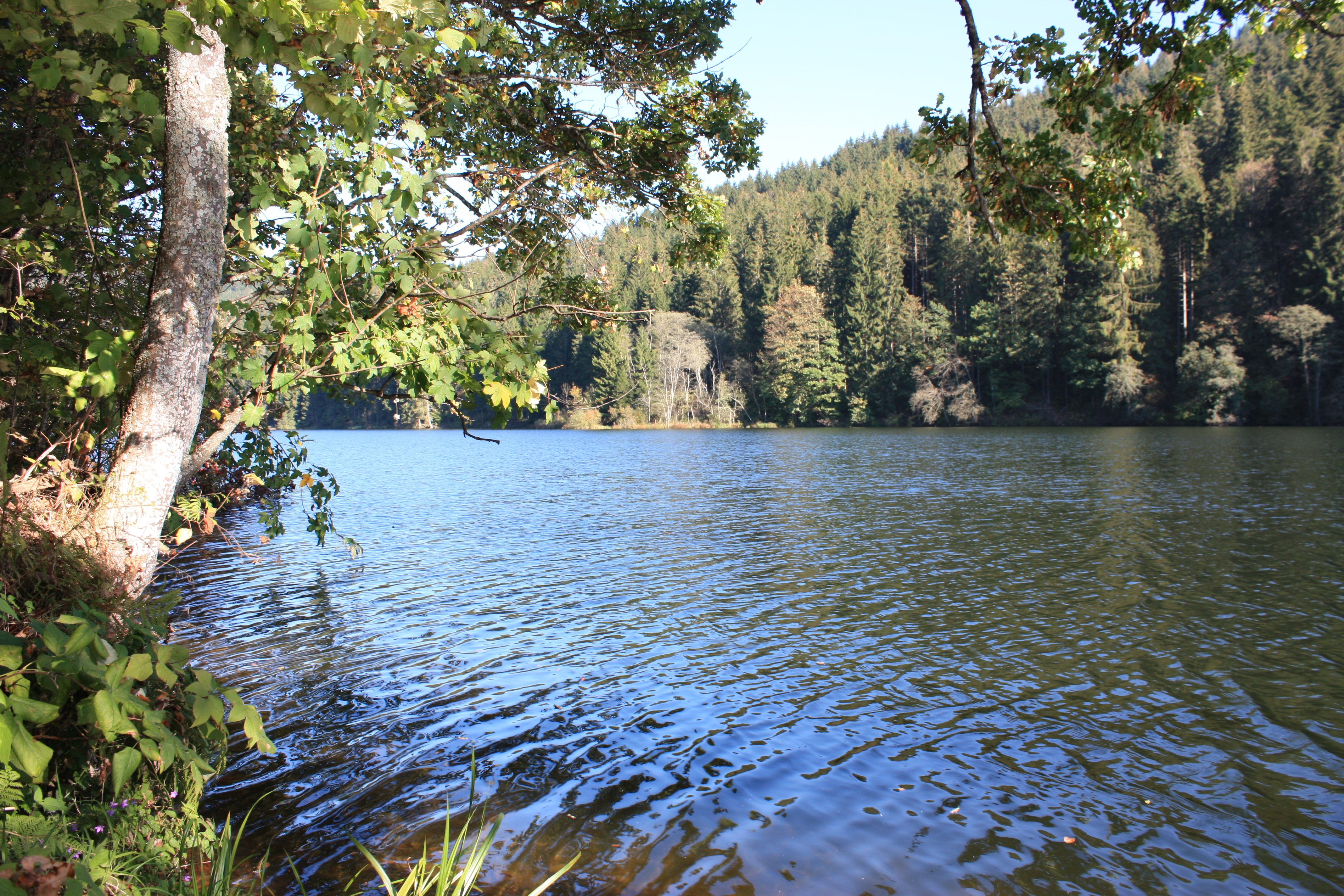
Goggausee

Der Goggausee liegt im Bereich der Gurktaler Alpen, nördlich von Feldkirchen in Kärnten, in einem sehr windstillen Becken. Aufgrund der geschützten Lage ist das Gewässer trotz seiner geringen Tiefe wenig durchmischt und bereits nach wenigen Metern sauerstoffarm.
Die Wasserqualität gilt trotz teilweise geringer Sichtweiten als gut. Der kleine See von länglich, rechteckiger Form ist in der Region als kühlerer Badesee bekannt. Das Gewässer hat einen Abfluss über ein Moor in den Wimitzbach. Die Gegend um den See ist sehr dünn besiedelt, insbesondere das fast menschenleere Wimitztal. Der See liegt in der Gemeinde Steuerberg. Die nächsten Orte Steuerberg und Rennweg sind etwa 2 km entfernt.
Der See liegt im 100 ha großen Landschaftsschutzgebiet Goggausee (LGBl. Nr. 80/1970).

## Tiere im Goggausee
Im Goggausee kommen folgende 10 Fischarten vor:
- Barsch (Perca fluviatilis)
- Brachse (Abramis brama)
- Hecht (Esox lucius)
- Karpfen (Cyprinus carpio)
- Laube (Alburnus alburnus)
- Rotauge (Rutilus rutilus)
- Rotfeder (Scardinius erythrophthalmus)
- Schleie (Tinca tinca)
- Wels (Silurus glanis)
- Zander (Sander lucioperca)

Welse und Barsche gedeihen hier besonders gut, sind zahlreich. Der Goggausee beherbergt auch einen dichten Bestand an Edelkrebsen (Astacus astacus).

## Eisstocksport
Von 26. bis 28. Jänner 2024 fanden am Goggausee die Eisstocksportweiten-Europameisterschaften in allen Klassen statt. Damit war der See nach 1988 und 2005 erneut Austragungsort von Titelkämpfen der International Federation Icestocksport (IFI).